# Szlak Świerzawa-Niwnice

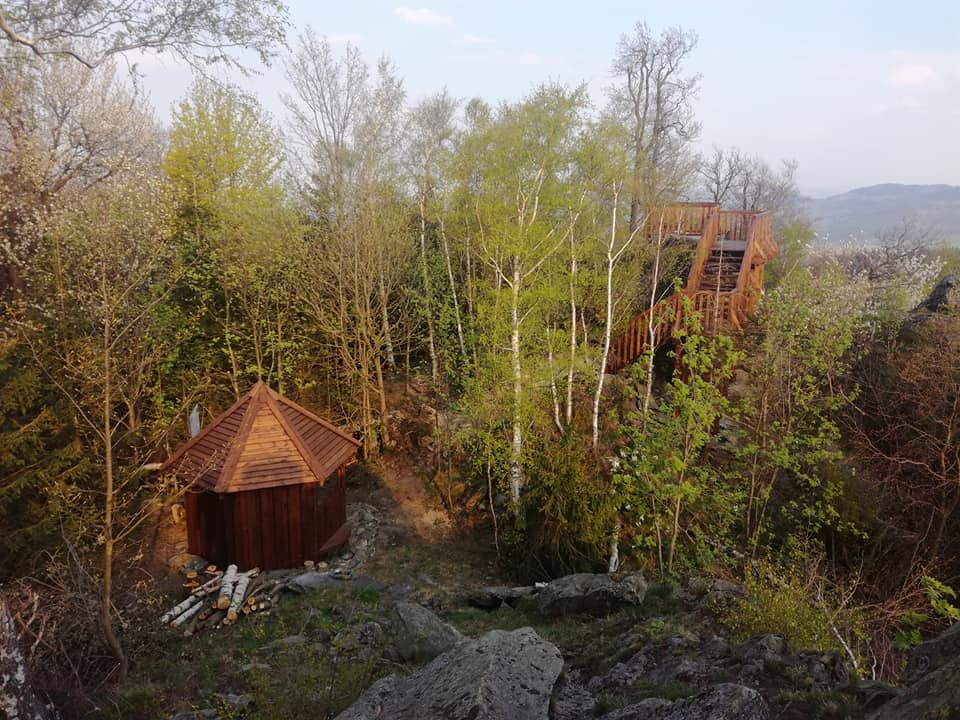
Taras widokowy na szczycie Okola

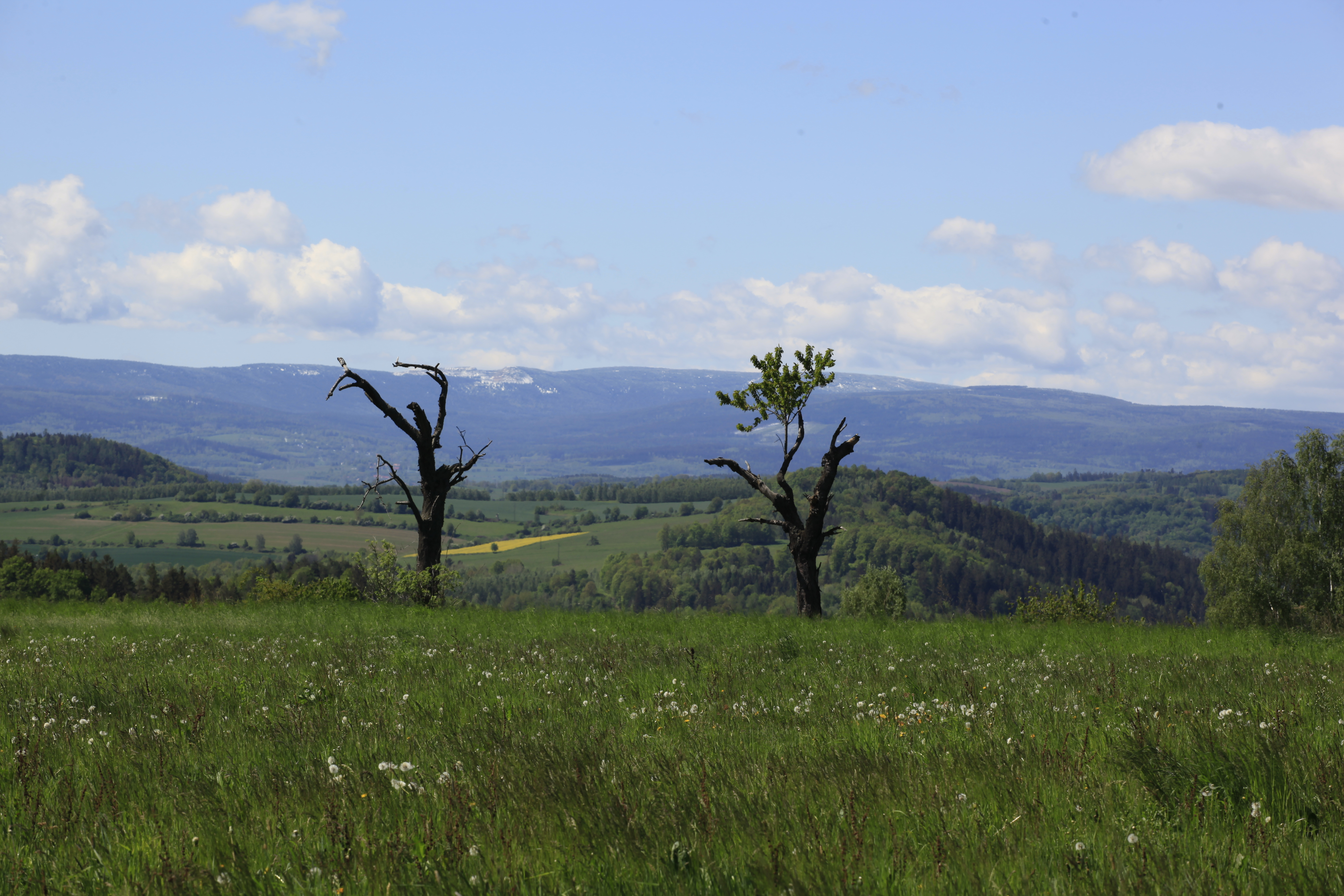
Drzewka czereśni we wsi Tarczyn

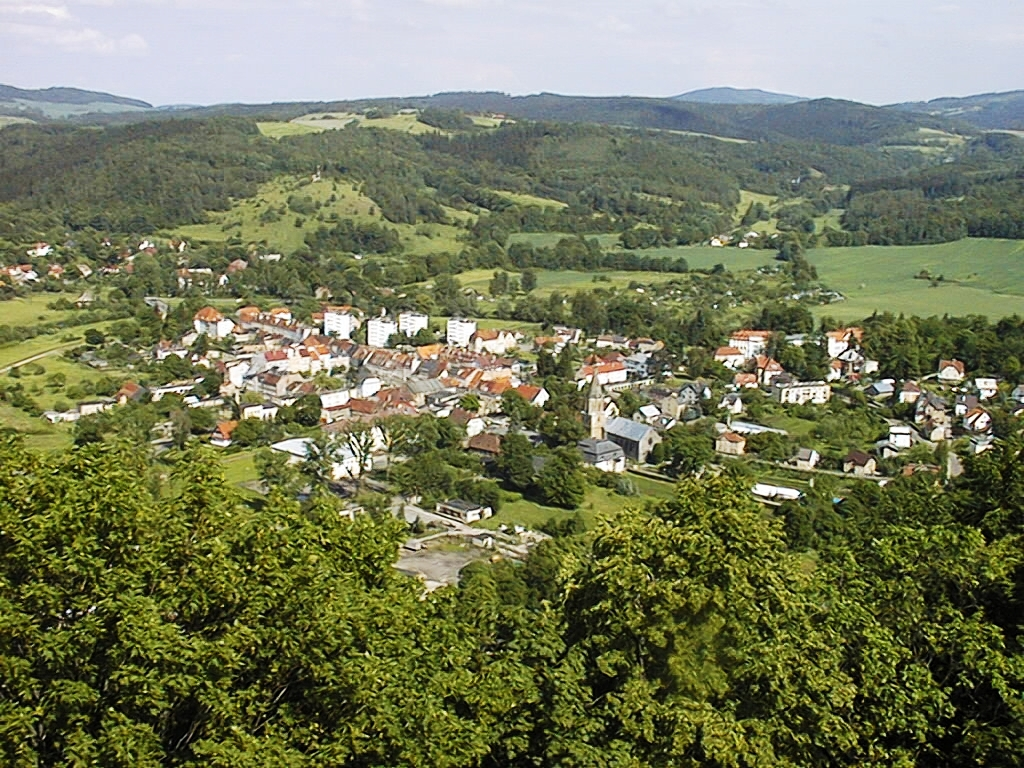
Wleń z wieży Zamku Wleń

 Szlak Świerzawa – Niwnice – znakowany szlak turystyczny ze Świerzawy do Niwnic o długości 48,8 km. Szlak przebiega przez Pogórze Kaczawskie, Góry Kaczawskie i Pogórze Izerskie województwa Dolnośląskiego; oznaczony jest kolorem żółtym. Na trasie szlaku znajdują się liczne pomniki przyrody, ruiny, zamki i pałace. Na południowy zachód od wsi Lubiechowa, znajduje się najwyższy szczyt Gór Kaczawskich – wygasły wulkan Okole (722 m n.p.m.) z tarasem widokowym na panoramę Karkonoszy, z między innymi widocznym szczytem Śnieżki, Szrenicy i Śnieżnych Kotłów.

## Przebieg szlaku
Na podstawie turystycznej mapy szlaku:
- 0,0 km Świerzawa
- 4,4 km Lubiechowa
- 13,3 km Rząśnik - Szczechów
- 18,3 km Tarczyn
- 20,6 km Wleń - Grzęba
- 21 km Wleń - Gościradz
- 21,5 km Wleń - Stare Miasto
- 21,9 km Wleń - Osiedle Zachodnie
- 22,6 km Wleński Gródek
- 23,5 km Łupki
- 27 km Marczów
- 31,4 km Dębowy Gaj
- 36,4 km Lwówek Śląski - Szwajcaria Lwówecka
- 38,1 km Lwówek Śląski
- 39,3 km Lwówek Śląski - Osiedle Chopina

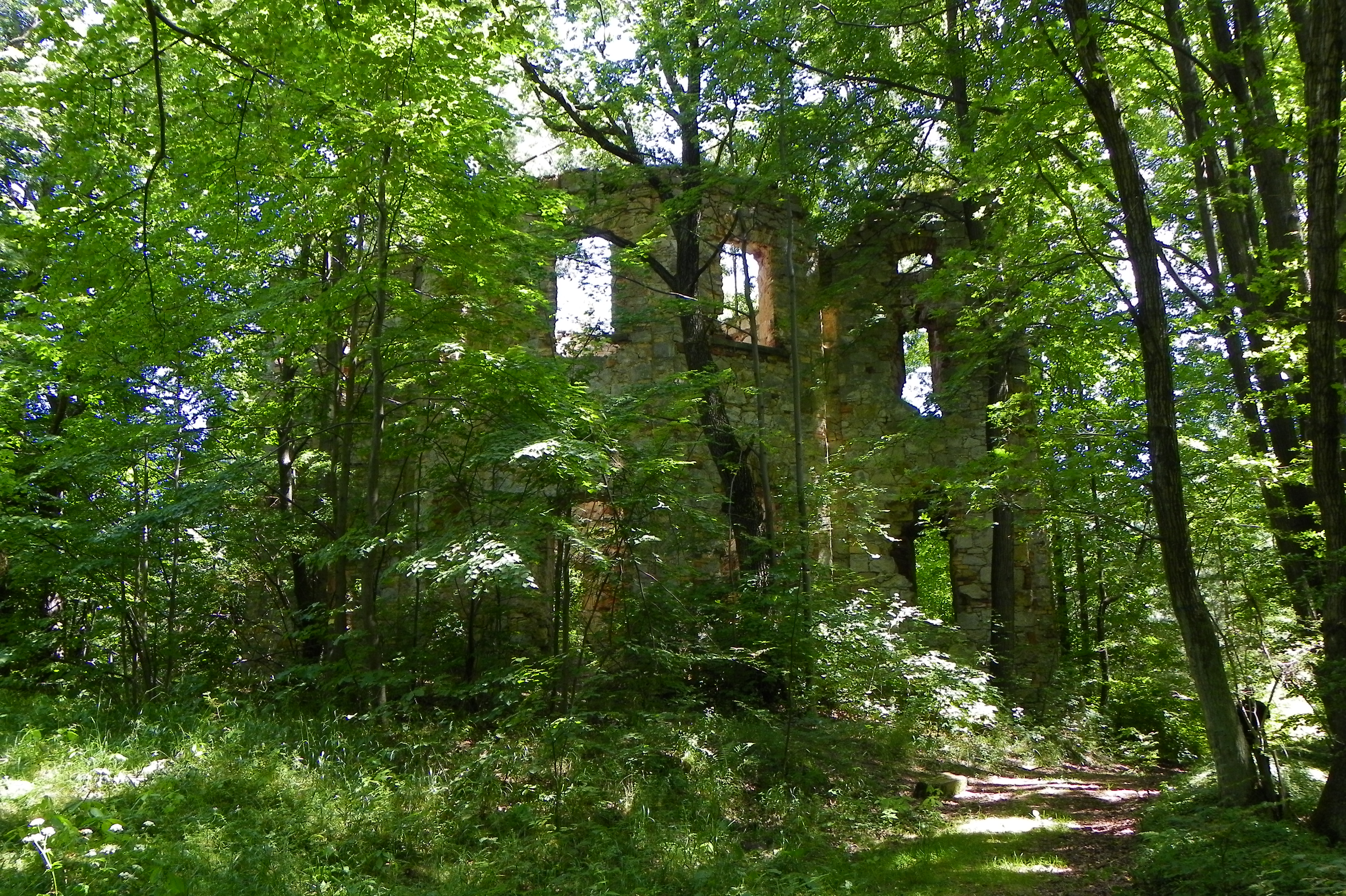
Ruiny kaplicy św. Szymona w Niwnickich Szymonkach

- 42,4 km Radłówka
- 43,9 km Niwnice - Szymonki
- 45,4 km Niwnice - Nowy Ląd
- Ruiny kaplicy św. Szymona w Niwnickich Szymonkach48,8 km Niwnice